# Carl Stål (entomolog)
Carl Stål, född 21 mars 1833 på Karlbergs slott vid Stockholm, död 13 juni 1878 i Stockholm, var en svensk entomolog. Han var son till fortifikationsofficeren och arkitekten Carl Stål.
Stål blev student 1853 och avlade 1857 mediko-filosofisk examen vid Uppsala universitet, men övergav kort därefter på grund av svag hälsa de medicinska studierna och ägnade sig helt åt entomologiska studier, i vilket syfte han företog flera resor till Tyskland, Frankrike och England liksom inom Sverige. I Jena promoverades han 1859 till filosofie doktor. Samma år blev han assistent vid entomologiska avdelningen på Naturhistoriska riksmuseet i Stockholm och 1867 intendent där med professors titel.
Det var företrädesvis ordningarna Hemipteras och Orthopteras systematik, som han med stor framgång bearbetade, och han utgav över dem ett stort antal större och mindre skrifter, publicerade i Vetenskapsakademiens handlingar, i "Nova acta societatis regiæ scientiarum upsaliensis" och i utländska entomologiska tidskrifter. Här kan nämnas Hemiptera Fabriciana (Vetenskapsakademiens handlingar, 1868–1869), Enumeratio Hemipterorum (Vetenskapsakademiens handlingar, 1870–1876) och Observations orthoptérologiques (Bihang till Vetenskapsakademiens handlingar, 1875–1878). Han bidrog som intendent betydligt till museets utveckling och skänkte sina egna rikhaltiga samlingar till denna institution. Han blev ledamot av Vetenskapsakademien 1869. Carl Stål är begravd på Norra begravningsplatsen utanför Stockholm.